# (5705) Ericsterken
(5705) Ericsterken es un asteroide perteneciente al cinturón de asteroides descubierto el 21 de octubre de 1965 por Henri Debehogne desde el Real Observatorio de Bélgica, Uccle.

## Designación y nombre
Designado provisionalmente como 1965 UA. Fue nombrado Ericsterken en homenaje a Eric Sterken, jardinero profesional y paisajista que se encargó de arreglar los jardines del Planetario de Bruselas. Cientos de personas lo recuerdan por su amabilidad y modestia, y al mismo tiempo fue respetado por sus grandes esfuerzos para preservar la vida vegetal y la vida silvestre. Estaba orgulloso de haber sido hermano de un astrónomo profesional, Chris Sterken.

## Características orbitales
Ericsterken está situado a una distancia media del Sol de 2,314 ua, pudiendo alejarse hasta 2,835 ua y acercarse hasta 1,793 ua. Su excentricidad es 0,225 y la inclinación orbital 4,680 grados. Emplea 1286,35 días en completar una órbita alrededor del Sol.

## Características físicas
La magnitud absoluta de Ericsterken es 13,6. Tiene 4,508 km de diámetro y su albedo se estima en 0,336. 